# Evel Knievel
Robert Craig Knievel (Butte, Montana, 17 de octubre de 1938-Clearwater, Florida, 30 de noviembre de 2007), conocido como Evel Knievel, fue un popular motociclista de acrobacias estadounidense de la década de los 60 y 70 del siglo XX. Una de sus más famosas hazañas fue la de haber intentado saltar el Cañón Snake River en Idaho en 1974. Fueron relevantes también sus aparatosas caídas al aterrizar de sus saltos, las cuales, sin embargo, no le impidieron seguir con su carrera de espectáculos.

## Infancia y juventud
Knievel fue criado en su infancia por sus abuelos. A temprana edad comenzó a hacer piruetas con su bicicleta y, a los ocho años, presenció un evento que lo influyó de por vida: El Joey - Chitwood's Auto Daredevil's Show. Obtuvo su primera motocicleta a los 13 años. Con ella hacía desplantes en su vecindario, además de sufrir uno de sus tantos accidentes graves en su garaje. En ese tiempo tuvo problemas con la policía por crímenes menores.
Su vida deportiva fue activa en el instituto, pues practicó atletismo, saltos de esquí y hockey sobre hielo. En 1962 se quebró el cuello y hombro en un campeonato de motocicletas; mientras sanaba, tuvo un empleo exitoso como vendedor de seguros. Asimismo vendió motocicletas Honda, las cuales ofrecía con una rebaja de 100 dólares a quien lo venciera en un pulso.

## Carrera y salto a la fama
En 1965 inició su carrera de acrobacias y formó la Evel Knievel's Motorcycle Daredevil's. Sus actuaciones incluían correr a través de muros de fuego, saltar sobre víboras y pumas, y ser tirado a 300 kilómetros por hora por automóviles manteniéndose con un paracaídas. Uno de sus patrocinadores quiso llamarlo Evil ("Malvado") Knievel, pero él lo cambió a Evel, porque no quería mostrar una imagen negativa. A partir de 1966 llevó su carrera en solitario.
Uno de sus primeros saltos fue en Gardena, California, sobre 16 coches; evento retransmitido por la televisión en la cadena ABC. En 1968, en el día de año nuevo, saltó 46 metros a través de las fuentes del hotel Caesars Palace de Las Vegas, pero su aterrizaje fue aparatoso; tanto que fue llevado al hospital y estuvo en estado de coma durante 30 días. Su fama ya se había incrementado.
En enero de 1971 saltó frente a 60.000 espectadores en el Houston Astrodome, donde sorteó trece automóviles. El mes siguiente, en Canadá, impuso una marca al saltar diecinueve. Knievel alternaba sus espectáculos con mensajes al público y a la juventud para alejarla de las drogas con mensajes positivos. Era ya todo un icono estadounidense.
Un día de tantos, estando en un bar, un amigo vio una imagen del cañón Snake River en Idaho y le indujo a saltarlo. Aceptado el reto, le fue denegada una autorización para hacerlo, por lo que adquirió un terreno apropiado para hacer el salto. Con dos intentos previos fallidos en máquinas sin piloto, el 8 de septiembre de 1974 trató de saltar el abismo de aproximadamente 500 metros, montado en una especie de cohete valorado en 150.000 dólares al que llamó Skycicle; poco después del despegue el paracaídas se abrió prematuramente y Knievel cayó al vacío a pocos metros del río, en el cual probablemente se habría ahogado de caer en el agua.

### En Wembley
El 31 de mayo de 1975, frente a una multitud de 90.000 personas en el Wembley en Londres, Knievel se estrelló al aterrizar de un salto en el que atravesó trece pares de buses, quebrándose la pelvis. Poco después de este serio accidente, el 25 de octubre de 1975, en King's Island, Ohio, traspasó trece buses Greyhound.

## Últimos años
En 1976 tuvo otra seria lesión cuando trató de saltar un tanque lleno de tiburones en el Chicago Amphiteather; un individuo resultó lesionado y también un camarógrafo. Knievel sufrió severos golpes en el cráneo y dos brazos rotos, por ello decidió retirarse. Con todo, siguió dando espectáculos menores con su hijo Robbie, quien posteriormente seguiría los pasos de su padre.
En sus últimas apariciones hizo una gira por Australia en 1979 con un espectáculo de acrobacias, y se retiró a principios de los 80. Por esa época fue encarcelado por golpear a un escritor que escribió una biografía no autorizada con pasajes que no agradaron a Evel.
Entre otras actividades, después de su retirada, se dedicó a la pintura. Se sometió a un trasplante de hígado en 1999 después de contraer hepatitis.
Evel Knievel, el acróbata de motocicleta cuyos logros lo hicieron famoso en la década de los 70, falleció el viernes 30 de noviembre de 2007, a los 69 años. La muerte de Knievel fue confirmada por su nieta Krysten Knievel. Su salud se había deteriorado en los últimos años, ya que sufría de diabetes y de fibrosis pulmonar, una enfermedad incurable que afecta el sistema respiratorio.
Más de 15 años después de su muerte, su hijo, Robbie Knievel murió de cáncer de páncreas el 13 de enero de 2023.

## Icono popular
La figura de Knievel fue de las más populares en la década de los setenta: se hicieron dos películas sobre su vida (Evel Knievel, en 1971, y Viva Knievel, en 1977) e impulsó la industria del juguete al reproducirse su imagen en figuras, relojes y máquinas del millón entre otras. También su motocicleta se exhibe en el Instituto Smithsoniano en el museo de historia. Su nombre figura en el libro Guinness de los Récords por sufrir fracturas en 35 huesos.
En 1977 actúa en un capítulo de "The bionic woman" (Temporada 3, Capítulo 7), encarnandose a sí mismo.
Fue nombrado por Muhammad Ali en una conferencia de prensa, antes de la mítica pelea con George Foreman en 1974, indicando que el combate sería un espectáculo tan o más grande que los shows de Evel Knievel. 
El grupo de rock Genesis hace mención de él en la canción "Riding the Scree", del disco The Lamb Lies Down on Broadway, como así también es nombrado en la canción "So What" de Far East Movement; el grupo estadounidense B.o.B lo menciona en su canción "Magic", como asimismo Derek Sherinian le dedica una canción.
Es nombrado en la canción de Robbie Williams "Jesus in a Camper Van" y en la canción "What's In It For Me" del dúo Karmin, de su álbum Pulses.
También es mencionado por Stephen King en su novela The Tommyknockers, en la película Armageddon y en la película de James Bond El Hombre De La Pistola De Oro. Aparece mencionado en la canción "Love Tyger" de la banda alemana de Power Metal Edguy. 
Además es mencionado por el personaje de Tallahassee en la película Zombieland y en la serie Friends, en el capítulo 3 de la décima temporada, y en la película The Way, Way Back. En el video de la canción "Touch The Sky" de Kanye West, el artista musical rinde un claro homenaje a Evel Knievel recreando su intento de cruzar en 1974 el Cañón Snake River.
Un personaje basado en él aparece en el octavo episodio de la segunda temporada de Los Simpsons titulado "Bart el temerario". Además, un juguete con su figura aparece en la cinta animada de Pixar Toy Story 4.